# Патрісія Еррера
Патрісія Еррера (ісп. Patricia Herrera, 9 лютого 1993) — іспанська ватерполістка.
Учасниця Олімпійських Ігор 2016 року.
Чемпіонка світу з водних видів спорту 2013 року.